# Víctor Hugo Antelo
Víctor Hugo Antelo Barba (Santa Cruz de la Sierra, 2 de noviembre de 1964) es un exfutbolista y entrenador boliviano. Se desempeñaba como delantero. Es el máximo goleador de la historia de la Primera División de Bolivia, con 350 goles marcados en 18 temporadas.
También marco un total de 21 goles (en 46 partidos) de la Copa Libertadores, colocándose como el  puesto 19 entre los máximos goleadores en la historia del torneo.
En el ranking (elaborado y publicado) por la IFFHS, de Los 318 Mejores Goleadores de Primera División en la Historia, ocupa el nº25.
Recibió el apodo de Tucho por su padre, quién se lo puso como recuerdo del argentino Tucho Méndez.

## Trayectoria
Empezó a jugar a los 8 años fútbol sala, en el Club Deportivo Florida, saliendo campeón con este club en un campeonato juvenil, en el año 1972. A los 10 años pasó a formar parte del Club Universidad Cruceña, a los 16 años empieza a ser tomado en cuenta para el primer equipo, ya que este había descendido a la Primera B de la ACF, saliendo goleador del torneo en 1980 y 1981. Tras ascender a la Primera A, en 1982, vuelve a consagrarse como el máximo artillero del torneo. Posteriormente es convocado a la Selección Cruceña de Fútbol para disputar el Torneo Nacional de Selecciones, saliendo goleador de esta competición.
A raíz de tan buenos resultados, es convocado a la selección para disputar el Campeonato Sudamericano Sub-20 de 1983, consiguiendo ser el segundo goleador del torneo (con 5 goles), detrás del uruguayo Carlos Alberto Aguilera con 7 goles.
En 1983, a los 18 años, firmó para Oriente Petrolero, tardando tan sólo un año en ser el máximo goleador de la Liga boliviana, con 38 goles en 1984, demostrando así su enorme potencial. Ese mismo año se consagra como el máximo goleador del mundo con sus 38 goles, pero en aquella época la FIFA no organizaba galas para premiar a los máximos goleadores del mundo.
Es muy importante destacar que inicialmente jugaba como n.º 10, pero fue en Oriente Petrolero donde pasó a ser considerado como 9 o delantero centro, tuvo que reemplazar al n.º 9 tras la ausencia de este en un clásico, marcando un hat trick en ese partido.
En 1985, jugando para Oriente, volvió a ser el máximo artillero de la Liga boliviana.
Un dato muy importante es que en 1984 y 1985 se convierte en el máximo goleador de América del Sur.
En 1989 pasa a formar parte del Club Real Santa Cruz, siendo de nuevo el máximo goleador de la Liga con 22 goles. Al año siguiente pasó a formar parte del Club Blooming, pero jugó tan solo 6 partidos, debido a que recibió una oferta del club japonés Fujita Kogyo, por dos años, para darle un mayor nivel de competitividad a la JSL1, pero el idioma, el semiprofesionalismo, la poca popularidad del fútbol (por aquellos años) en Japón y la lejanía de su tierra hicieron que rescinda su contrato, volviendo así a Bolivia en 1991.
A pesar de su gran talento, no volvió a jugar para clubes extranjeros.
Tras su regreso de Japón, en 1991, jugó en Blooming, pero en 1992 se pasó al Club Bolívar, al año siguiente formó parte del Club San José, sin embargo, regresó al Bolívar en 1994, volvió a irse en 1995 para jugar en el Club Real Santa Cruz, no obstante, se marchó de este club, en el año 1996, para jugar en The Strongest, aunque volvió a marcharse al cabo de un año. En esta época de constantes cambios salió como máximo goleador de la LFPB con San José, al marcar 20 goles.
Tantos cambios de equipo se debieron a problemas entre Tucho y los entrenadores, prefiriendo irse a tener un mal ambiente.
En 1997 ficha por Blooming, abriéndose una nueva etapa de logros y récords para Tucho, quien ya contaba con 33 años. Fue el máximo goleador de la LFPB en 1998 y 1999, con 31 goles en cada año. Asimismo, entre el 17 de mayo y el 6 de septiembre de 1998, Antelo anotó 18 goles en 12 partidos consecutivos, rompiendo así el récord de más partidos sucesivos encontrando la red, previamente establecido por Juan Carlos Sánchez, tras este suceso, el argentinoboliviano quedó en segundo lugar (detrás de Antelo) en la lista de los mayores goleadores del fútbol boliviano.
Su última Copa Libertadores fue la del año 2000, en la cual anotó un gol al Boca Juniors, dándole a su equipo la victoria, pero a finales del torneo Blooming no pasó de la primera fase. Anotó un total de 21 goles en 46 partidos de la Copa Libertadores, situándose como el nº19 entre los máximos goleadores de la Copa. En cuanto a su mejor participación, en esta competición, es muy importante la realizada con Oriente Petrolero, en el año 1988, haciendo historia al llegar a la tercera fase del torneo.
Al final de su carrera, anotó un total de 350 goles en 443 partidos, siendo el máximo goleador en la historia de la LFPB.
Fue, en 7 oportunidades, el máximo goleador de la LFPB.
Tres meses después de retirarse como jugador en 2001, "Tucho" comenzó una carrera de director técnico. Ese mismo año, él se hizo cargo de Oriente Petrolero y tuvo una exitosa temporada, ayudando al club obtener su cuarto campeonato nacional. Luego de dirigir otros clubes nacionales, volvió a ser técnico de Oriente Petrolero en septiembre de 2008.

## Selección nacional
A pesar de demostrar su talento natural como un goleador nato, Antelo rara vez fue considerado para el primer plantel del equipo nacional. A lo largo de su carrera sólo tuvo 11 apariciones y anotó 2 goles, ambos en amistosos (en el primero marcó el gol del honor, en el minuto 39, y en el segundo abrió el marcador a los 15 minutos).

### Participaciones en Torneos internacionales
| Torneo            | Sede      | Resultado    | PJ | Goles |
| ----------------- | --------- | ------------ | -- | ----- |
| Copa América 1987 | Argentina | Primera fase | 2  | 0     |
| Copa América 1989 | Paraguay  | Primera fase | 3  | 0     |

### Participaciones en Eliminatorias
| Eliminatorias                 | Resultado | Partidos | Goles |
| ----------------------------- | --------- | -------- | ----- |
| Eliminatorias Mundial de 2002 | 7.° lugar | 1        | 0     |

### Goles internacionales
| Fecha               | Lugar               | Oponente | Goles | Resultado | Competición      |
| ------------------- | ------------------- | -------- | ----- | --------- | ---------------- |
| 28 de marzo de 1999 | Cochabamba, Bolivia | Chile    | 1–1   | Empate    | Partido amistoso |

## Vida personal
Víctor Hugo Antelo Barba nació el 2 de noviembre de 1964 en Santa Cruz de la Sierra, hijo de Alcides Antelo y Elisa Barba. Tuvo nueve hermanos: María del Carmen, Alcides, Jhonny, Rosario, Walter, Martha, Isabel, Lorena y Dardo. Se casó con Ruth Mery Aguirre, producto de este matrimonio han nacido Paula, Víctor Hugo, Natalia y Victoria.

## Estadísticas

### Clubes
Datos actualizados a fin de carrera deportiva.
| Club                        | Div.          | Temporada     | Liga  | Liga  | Copas nacionales | Copas nacionales | Copas internacionales | Copas internacionales | Total | Total | Media goleadora |
| Club                        | Div.          | Temporada     | Part. | Goles | Part.            | Goles            | Part.                 | Goles                 | Part. | Goles | Media goleadora |
| --------------------------- | ------------- | ------------- | ----- | ----- | ---------------- | ---------------- | --------------------- | --------------------- | ----- | ----- | --------------- |
| Oriente Petrolero · Bolivia | 1.ª           | 1983          | 25    | 10    | —                | —                | —                     | —                     | 25    | 10    | 0.4             |
| Oriente Petrolero · Bolivia | 1.ª           | 1984          | 33    | 38    | —                | —                | —                     | —                     | 33    | 38    | 1.15            |
| Oriente Petrolero · Bolivia | 1.ª           | 1985          | 32    | 37    | —                | —                | 6                     | 6                     | 38    | 42    | 1.11            |
| Oriente Petrolero · Bolivia | 1.ª           | 1986          | 33    | 29    | —                | —                | —                     | —                     | 33    | 29    | 0.88            |
| Oriente Petrolero · Bolivia | 1.ª           | 1987          | 39    | 28    | —                | —                | 6                     | 3                     | 45    | 31    | 0.69            |
| Oriente Petrolero · Bolivia | 1.ª           | 1988          | 11    | 2     | —                | —                | 10                    | 1                     | 21    | 3     | 0.14            |
| Oriente Petrolero · Bolivia | Total         | Total         | 173   | 144   | —                | —                | 22                    | 10                    | 195   | 154   | 0.79            |
| Real Santa Cruz · Bolivia   | 1.ª           | 1989          | 35    | 22    | —                | —                | —                     | —                     | 35    | 22    | 0.63            |
| Blooming · Bolivia          | 1.ª           | 1990          | 7     | 5     | —                | —                | —                     | —                     | 7     | 5     | 0.71            |
| Blooming · Bolivia          | 1.ª           | 1991          | 26    | 16    | —                | —                | —                     | —                     | 26    | 16    | 0.62            |
| Bolívar · Bolivia           | 1.ª           | 1992          | 7     | 3     | —                | —                | —                     | —                     | 7     | 3     | 0.43            |
| San José · Bolivia          | 1.ª           | 1993          | 26    | 20    | —                | —                | 5                     | 0                     | 31    | 20    | 0.65            |
| San José · Bolivia          | Total         | Total         | 26    | 20    | —                | —                | 5                     | 0                     | 31    | 20    | 0.65            |
| Bolívar · Bolivia           | 1.ª           | 1994          | 13    | 12    | —                | —                | 10                    | 6                     | 23    | 18    | 0.78            |
| Bolívar · Bolivia           | Total         | Total         | 20    | 15    | —                | —                | 10                    | 6                     | 30    | 21    | 0.53            |
| Real Santa Cruz · Bolivia   | 1.ª           | 1995          | 17    | 8     | —                | —                | —                     | —                     | 17    | 8     | 0.47            |
| The Strongest · Bolivia     | 1.ª           | 1996          | 20    | 14    | —                | —                | —                     | —                     | 20    | 14    | 0.7             |
| The Strongest · Bolivia     | Total         | Total         | 20    | 14    | —                | —                | —                     | —                     | 20    | 14    | 0.7             |
| Blooming · Bolivia          | 3.ª           | 1996          | —     | —     | —                | —                | —                     | —                     | —     | —     | —               |
| Blooming · Bolivia          | 1.ª           | 1997          | 33    | 24    | —                | —                | —                     | —                     | 33    | 24    | 0.73            |
| Blooming · Bolivia          | 1.ª           | 1998          | 39    | 31    | —                | —                | —                     | —                     | 39    | 31    | 0.79            |
| Blooming · Bolivia          | 1.ª           | 1999          | 37    | 31    | —                | —                | 3                     | 3                     | 40    | 34    | 0.85            |
| Blooming · Bolivia          | 1.ª           | 2000          | 23    | 13    | —                | —                | 6                     | 2                     | 29    | 15    | 0.52            |
| Blooming · Bolivia          | Total         | Total         | 165   | 120   | —                | —                | 9                     | 5                     | 174   | 125   | 0.76            |
| Real Santa Cruz · Bolivia   | 1.ª           | 2001          | 13    | 7     | —                | —                | —                     | —                     | 13    | 7     | 0.54            |
| Real Santa Cruz · Bolivia   | Total         | Total         | 65    | 37    | —                | —                | —                     | —                     | 65    | 37    | 0.57            |
| Total carrera               | Total carrera | Total carrera | 469   | 350   |                  |                  | 46                    | 21                    | 515   | 371   | 0.72            |
| 1. 2. 3.                    |               |               |       |       |                  |                  |                       |                       |       |       |                 |

### Resumen estadístico

#### Japan Soccer League 2 (JSL2)
- La FIFA no suele tomar en cuenta los goles de la JSL2 (porque en esta época era un torneo semiprofesional) aunque a veces sí lo hace, ya que fue el segundo torneo más importante del país (por esa época). Sus estadísticas y goles fueron registrados por la JFA.

| Clubes            | Partidos en la JSL1 | Goles | Promedio |
| ----------------- | ------------------- | ----- | -------- |
| Fujita Kogyo 1990 | 26                  | 19    | 0,73     |
| TOTAL             | 26                  | 19    | 0,73     |

#### Selección nacional
| Selección                  | Partidos | Goles | Promedio |
| -------------------------- | -------- | ----- | -------- |
| Selección adulta 1987-2000 | 11       | 2     | 0,18     |
| TOTAL                      | 11       | 2     | 0,18     |

### Tripletes
| 1  | 8 de abril de 1984       | Ramón Aguilera Costas, Santa Cruz de la Sierra | Blooming - Oriente Petrolero                 |       | 6 - 3                            | Primera División de Bolivia 1984 |
| 2  | 27 de mayo de 1984       | Ramón Aguilera Costas, Santa Cruz de la Sierra | Oriente Petrolero - Guabirá                  |       | 6 - 0                            | Primera División de Bolivia 1984 |
| 3  | 13 de junio de 1984      | Ramón Aguilera Costas, Santa Cruz de la Sierra | Oriente Petrolero - Magisterio Rural         |       | 5 - 1                            | Primera División de Bolivia 1984 |
| 4  | 21 de marzo de 1985      | Brígido Iriarte, Caracas                       | Deportivo Italia - Oriente Petrolero         |       | 0 - 3                            | Copa Libertadores 1985           |
| 5  | 23 de junio de 1985      | Ramón Aguilera Costas, Santa Cruz de la Sierra | Oriente Petrolero - San José                 |       | 6 - 0                            | Primera División de Bolivia 1985 |
| 6  | 23 de julio de 1985      | Ramón Aguilera Costas, Santa Cruz de la Sierra | Oriente Petrolero - Wilstermann Cooperativas | 6 - 0 |                                  | Primera División de Bolivia 1985 |
| 7  | 23 de octubre de 1985    | Ramón Aguilera Costas, Santa Cruz de la Sierra | Oriente Petrolero - Municipal                |       | 6 - 0                            | Primera División de Bolivia 1985 |
| 8  | 26 de enero de 1986      | Ramón Aguilera Costas, Santa Cruz de la Sierra | Oriente Petrolero - Jorge Wilstermann        | 3 - 2 |                                  | Primera División de Bolivia 1985 |
| 9  | 21 de julio de 1986      | Ramón Aguilera Costas, Santa Cruz de la Sierra | Oriente Petrolero - BAMIN                    |       | 7 - 0                            | Primera División de Bolivia 1986 |
| 10 | 24 de agosto de 1986     | Ramón Aguilera Costas, Santa Cruz de la Sierra | Real Santa Cruz - Oriente Petrolero          |       | 1 - 3                            | Primera División de Bolivia 1986 |
| 11 | 13 de enero de 1987      | Ramón Aguilera Costas, Santa Cruz de la Sierra | Oriente Petrolero - San José                 | 5 - 0 |                                  | Primera División de Bolivia 1986 |
| 12 | 22 de febrero de 1987    | Ramón Aguilera Costas, Santa Cruz de la Sierra | Oriente Petrolero - Litoral                  |       | 7 - 0                            | Primera División de Bolivia 1986 |
| 13 | 4 de marzo de 1987       | Ramón Aguilera Costas, Santa Cruz de la Sierra | Oriente Petrolero - Bolívar                  |       | 5 - 0                            | Primera División de Bolivia 1986 |
| 14 | 23 de diciembre de 1987  | Ramón Aguilera Costas, Santa Cruz de la Sierra | Oriente Petrolero - Ciclón                   | 4 - 1 | Primera División de Bolivia 1987 |                                  |
| 15 | 27 de marzo de 1988      | Ramón Aguilera Costas, Santa Cruz de la Sierra | Destroyers - Oriente Petrolero               | 2 - 3 | Primera División de Bolivia 1987 |                                  |
| 16 | 3 de mayo de 1989        | Ramón Aguilera Costas, Santa Cruz de la Sierra | Real Santa Cruz - Ciclón                     | 4 - 1 | Primera División de Bolivia 1989 |                                  |
| 17 | 1 de febrero de 1990     | Ramón Aguilera Costas, Santa Cruz de la Sierra | Real Santa Cruz - Blooming                   | 3 - 4 | Primera División de Bolivia 1989 |                                  |
| 18 | 11 de agosto de 1991     | Ramón Aguilera Costas, Santa Cruz de la Sierra | Blooming - The Strongest                     | 4 - 0 | Primera División de Bolivia 1991 |                                  |
| 19 | 28 de noviembre de 1993  | Jesús Bermúdez, Oruro                          | San José - Oriente Petrolero                 | 4 - 1 | Primera División de Bolivia 1993 |                                  |
| 20 | 18 de mayo de 1996       | Hernando Siles, La Paz                         | Municipal - The Strongest                    | 0 - 4 | Primera División de Bolivia 1996 |                                  |
| 21 | 29 de mayo de 1996       | Hernando Siles, La Paz                         | The Strongest - Real Santa Cruz              | 5 - 0 | Primera División de Bolivia 1996 |                                  |
| 22 | 1 de diciembre de 1996   | Ramón Aguilera Costas, Santa Cruz de la Sierra | Blooming - Atlético González                 |       | 8 - 0                            | Copa Simón Bolívar 1996          |
| 23 | 11 de diciembre de 1996  | Ramón Aguilera Costas, Santa Cruz de la Sierra | Blooming - Universidad Cruceña               |       | 4 - 2                            | Copa Simón Bolívar 1996          |
| 24 | 16 de marzo de 1997      | Ramón Aguilera Costas, Santa Cruz de la Sierra | Blooming - Destroyers                        |       | 4 - 0                            | Primera División de Bolivia 1997 |
| 25 | 24 de mayo de 1998       | Ramón Aguilera Costas, Santa Cruz de la Sierra | Blooming - Bolívar                           |       | 3 - 1                            | Primera División de Bolivia 1998 |
| 26 | 6 de septiembre de 1998  | Ramón Aguilera Costas, Santa Cruz de la Sierra | Guabirá - Blooming                           |       | 1 - 4                            | Primera División de Bolivia 1998 |
| 27 | 12 de septiembre de 1999 | Ramón Aguilera Costas, Santa Cruz de la Sierra | Blooming - Real Potosí                       |       | 7 - 2                            | Primera División de Bolivia 1999 |
| 28 | 17 de mayo de 2000       | Ramón Aguilera Costas, Santa Cruz de la Sierra | Blooming - Real Potosí                       |       | 9 - 1                            | Primera División de Bolivia 2000 |

## Clubes

### Como jugador
| Club                | País    | Año         |
| ------------------- | ------- | ----------- |
| Universidad Cruceña | Bolivia | 1980 - 1982 |
| Oriente Petrolero   | Bolivia | 1983 - 1988 |
| Real Santa Cruz     | Bolivia | 1989        |
| Blooming            | Bolivia | 1990        |
| Fujita Kogyo        | Japón   | 1990        |
| Blooming            | Bolivia | 1991        |
| Bolívar             | Bolivia | 1992        |
| San José            | Bolivia | 1993        |
| Bolívar             | Bolivia | 1994        |
| Real Santa Cruz     | Bolivia | 1995        |
| The Strongest       | Bolivia | 1996        |
| Blooming            | Bolivia | 1997 - 2000 |
| Real Santa Cruz     | Bolivia | 2001        |

### Como entrenador
| Club                        | País    | Año         |
| --------------------------- | ------- | ----------- |
| Oriente Petrolero           | Bolivia | 2001 - 2002 |
| Blooming                    | Bolivia | 2002 - 2003 |
| The Strongest               | Bolivia | 2004        |
| Destroyers                  | Bolivia | 2004        |
| Oriente Petrolero           | Bolivia | 2005 - 2006 |
| Bolívar                     | Bolivia | 2007        |
| Guabirá                     | Bolivia | 2008        |
| Oriente Petrolero           | Bolivia | 2008 - 2009 |
| Destroyers                  | Bolivia | 2010 - 2011 |
| Aurora                      | Bolivia | 2013        |
| Sport Boys Warnes           | Bolivia | 2014        |
| Sport Boys Warnes           | Bolivia | 2015        |
| Guabirá                     | Bolivia | 2016 - 2018 |
| Sport Boys Warnes           | Bolivia | 2019        |
| Destroyers (Asesor técnico) | Bolivia | 2019        |
| Guabirá                     | Bolivia | 2021 - 2022 |
| Blooming                    | Bolivia | 2022        |
| Oriente Petrolero           | Bolivia | 2024        |

### Como gerente técnico
| Club        | País    | Año  |
| ----------- | ------- | ---- |
| Real Mamoré | Bolivia | 2010 |

## Palmarés

### Como jugador
Títulos nacionales
| Título             | Club     | Año  |
| ------------------ | -------- | ---- |
| Primera División   | Bolívar  | 1992 |
| Primera División   | Bolívar  | 1994 |
| Copa Simón Bolívar | Blooming | 1996 |
| Primera División   | Blooming | 1998 |
| Primera División   | Blooming | 1999 |

### Como entrenador
Títulos nacionales
| Título           | Club              | Año  |
| ---------------- | ----------------- | ---- |
| Primera División | Oriente Petrolero | 2001 |

### Distinciones individuales
| Distinción                                                                            | Año  |
| ------------------------------------------------------------------------------------- | ---- |
| Máximo goleador de la Primera División de Bolivia (38 goles)                          | 1984 |
| Máximo goleador de la Primera División de Bolivia (37 goles)                          | 1985 |
| Máximo goleador de la Primera División de Bolivia (22 goles)                          | 1989 |
| Máximo goleador de la Primera División de Bolivia (20 goles)                          | 1993 |
| Máximo goleador de la Copa Simón Bolívar (13 goles)                                   | 1996 |
| Máximo goleador de la Primera División de Bolivia (24 goles)                          | 1997 |
| Premio Mayor al mejor jugador de la Primera División de Bolivia                       | 1997 |
| Máximo goleador de la Primera División de Bolivia (31 goles)                          | 1998 |
| Premio Mayor al mejor jugador de la Primera División de Bolivia                       | 1998 |
| Máximo goleador de la Primera División de Bolivia (30 goles)                          | 1999 |
| Mejor entrenador de la Primera División de Bolivia (Elección diario El País (Uruguay) | 2017 |

### Otros récords
- Logros conseguidos en su etapa juvenil:

| Título                                             | Club                        | País    | Año  |
| -------------------------------------------------- | --------------------------- | ------- | ---- |
| Máximo goleador de la Primera B de la ACF          | Universidad Cruceña         | Bolivia | 1980 |
| Máximo goleador de la Primera B de la ACF          | Universidad Cruceña         | Bolivia | 1981 |
| Máximo goleador de la Primera A de la ACF          | Universidad Cruceña         | Bolivia | 1982 |
| Máximo goleador del Torneo Nacional de Selecciones | Selección Cruceña de Fútbol | Bolivia | 1983 |